# Dicranophorus esox
Dicranophorus esox är en hjuldjursart som beskrevs av Hauer 1938. Dicranophorus esox ingår i släktet Dicranophorus och familjen Dicranophoridae. Arten är reproducerande i Sverige. Inga underarter finns listade i Catalogue of Life.